# Ernst Krittian
Ernst Krittian (* 12. Januar 1941 in Linz; † 13. Januar 2018) war ein deutscher Eisenbahningenieur und Hochschullehrer. Er hatte eine Vielzahl von Führungspositionen bei der Deutschen Bundesbahn und der späteren Deutschen Bahn inne, darunter die Leitung mehrerer Großprojekte.
Er lehrte das Fach Schienenverkehrswesen an der Hochschule Karlsruhe – Technik und Wirtschaft.

## Werdegang
Krittian wuchs als eines von sechs Geschwistern auf. Er studierte Bauingenieurwesen mit Vertiefung Eisenbahnwesen an der Universität Karlsruhe. Anschließend absolvierte er die Große Staatsprüfung.
Ende der 1970er Jahre wurde er zum Projektleiter für die Ausbau- und Neubaustrecke Karlsruhe–Basel. In dieser Funktion brachte er unter anderem den Katzenbergtunnel in seiner heutigen Form auf den Weg. Er hatte diese Funktion noch um 1987 inne.
Er war später Projektleiter der Neu- und Ausbaustrecke Stuttgart–Augsburg und der späteren Neubaustrecke Wendlingen–Ulm. Er gilt als Vater der sogenannten K-Trasse zwischen Stuttgart und Ulm. Er setzte sich zunächst für einen Neu- und Ausbau der bestehenden Strecke durch das Filstal und gegen die ab 1990 vom Vorstand der Deutschen Bundesbahn favorisierte Heimerl-Trasse ein. Nach einer umfangreichen Variantendiskussion mit den Betroffenen schlug er vor, im Gegensatz zu der vorher von der Bahn favorisierten Lösung, die Neubaustrecke zwischen Stuttgart und Ulm entlang der Bundesautobahn 8 zu führen, weil diese sich als zweckmäßigste Lösung aus der offen geführten Diskussion ergeben habe.
Unter seiner Leitung wurde die Planung für die Neubaustrecke Wendlingen–Ulm vorangetrieben und ein Abschnitt planfestgestellt. Im September 1994 leitete er das Raumordnungsverfahren für die Neubaustrecke Wendlingen–Ulm ein.
Bis 1995 leitete Krittian die technische Planung von Stuttgart 21. Er war ebenfalls Projektleiter von Neu-Ulm 21.
Nach zwölfjähriger Tätigkeit für das Neu- und Ausbauprojekt Stuttgart–Ulm–Augsburg ging Krittian im November 2000 im Alter von 60 Jahren nach offiziellen Angaben der Deutschen Bahn in den Krankenstand. Zuletzt führte er eine zehnköpfige Planungsgruppe beim Projekt Wendlingen–Ulm. Nach eigenen Angaben sei er bereits seit Anfang 2000 aus dem Eisenbahndienst pensioniert.
Nach eigenen Angaben sei sein oberstes Ziel immer gewesen, gemeinsam mit den betroffenen Bürgern umweltfreundliche Verkehrsplanungen zu entwickeln. So sei die Bündelung der Bundesstraße 3 mit der Rheintalbahn zwischen Baden-Baden und Offenburg, die Bündelung der Bundesstraße 36 mit der Neubaustrecke zwischen Karlsruhe und Rastatt sowie der Rastatter Tunnel auf sein Wirken zurückzuführen.
Ende der 1960er Jahre übernahm er die Vorlesung Schienenverkehrswesen an der Hochschule Karlsruhe und wurde dafür zum Honorarprofessor ernannt. Um 2010 hatte er einen Lehrauftrag für „Grundlagen des Schienenverkehrswesens“ an der Hochschule Karlsruhe – Technik und Wirtschaft inne.